# Miller Anderson (sportiv)
Miller Anderson (n. 27 decembrie 1922, Columbus, Ohio, SUA – d. 29 octombrie 1965, Columbus, Ohio, SUA) a fost un săritor în apă ce a reprezentat Statele Unite ale Americii, medaliat olimpic. A participat la două ediții ale Jocurilor Olimpice (1948, 1952) în care a câștigat două medalii de argint.